# Sturgis (Michigan)
Sturgis is een plaats (city) in de Amerikaanse staat Michigan, en valt bestuurlijk gezien onder St. Joseph County.
Sturgis is een zusterstad van de Duitse stad Wiesloch.

## Demografie
Bij de volkstelling in 2000 werd het aantal inwoners vastgesteld op 11.285.
In 2006 is het aantal inwoners door het United States Census Bureau geschat op 11.065, een daling van 220 (-1,9%).

## Geografie
Volgens het United States Census Bureau beslaat de plaats een oppervlakte van
15,4 km², geheel bestaande uit land. Sturgis ligt op ongeveer 279 m boven zeeniveau.

## Geboren
- Verne Troyer (1969-2018), acteur

## Plaatsen in de nabije omgeving
De onderstaande figuur toont nabijgelegen plaatsen in een straal van 20 km rond Sturgis.